# Amphisbaena supernumeraria
Espèce
Amphisbaena supernumeraria est une espèce d'amphisbènes de la famille des Amphisbaenidae.

## Répartition
Cette espèce est endémique du Pernambouc au Brésil.  

## Publication originale
- Mott, Rodrigues & dos Santos, 2009 : A new Amphisbaena with chevron-shaped anterior body annuli from state of Pernambuco: Brazil (Squamata:Amphisbaenidae). Zootaxa, n. 2165, p. 52–58.